# Gauthier de Tessières
Gauthier de Tessières (ur. 9 listopada 1981 w Clermont-Ferrand) – francuski narciarz alpejski, dwukrotny medalista mistrzostw świata i brązowy medalista mistrzostw świata ju8niorów.

## Kariera
Po raz pierwszy na arenie międzynarodowej pojawił się 27 listopada 1996 roku w Val Thorens, gdzie w zawodach FIS Race nie ukończył pierwszego przejazdu slalomu. W 2000 roku wystartował na mistrzostwach świata juniorów w Quebecu, zajmując siedemnaste miejsce w gigancie. Podczas rozgrywanych rok później mistrzostw świata juniorów w Verbier, zdobywając brązowy medal w supergigancie i zajmując szóste miejsce w gigancie.
W zawodach Pucharu Świata zadebiutował 9 grudnia 2001 roku w Val d’Isère, zajmując 25. miejsce w gigancie. Tym samym już w swoim debiucie wywalczył pierwsze pucharowe punkty. Na podium zawodów tego cyklu jedyny raz stanął 13 grudnia 2008 roku, kończąc giganta na trzeciej pozycji. W zawodach tych wyprzedzili go jedynie Carlo Janka ze Szwajcarii i Włoch Massimiliano Blardone. Najlepsze wyniki osiągnął w sezonie 2010/2011, kiedy zajął 57. miejsce w klasyfikacji generalnej.
Na mistrzostwach świata w Garmisch-Partenkirchen w 2011 roku wspólnie z kolegami i koleżankami wywalczył złoty medal w zawodach drużynowych. Na rozgrywanych dwa lata później mistrzostwach świata w Schladming zdobył srebrny medal w supergigancie, rozdzielając Teda Ligety'ego z USA i Aksela Lunda Svindala z Norwegii. W 2006 roku wystartował na igrzyskach olimpijskich w Turynie, zajmując 39. miejsce w supergigancie. Brał też udział w igrzyskach w Vancouver w 2010 roku, zajmując 31. miejsce w tej samej konkurencji.
W 2014 roku zakończył karierę.

## Osiągnięcia

### Igrzyska olimpijskie
| Miejsce | Dzień     | Rok  | Miejscowość | Konkurencja | Czas biegu | Strata | Zwycięzca           |
| ------- | --------- | ---- | ----------- | ----------- | ---------- | ------ | ------------------- |
| 39.     | 18 lutego | 2006 | Turyn       | Supergigant | 1:30,65    | +4,29  | Kjetil André Aamodt |
| DNF1    | 20 lutego | 2006 | Turyn       | Gigant      | 2:35,00    | -      | Benjamin Raich      |
| 31.     | 19 lutego | 2010 | Vancouver   | Supergigant | 1:30,34    | +2,83  | Aksel Lund Svindal  |
| DNS2    | 23 lutego | 2010 | Vancouver   | Gigant      | 2:37,83    | -      | Carlo Janka         |

### Mistrzostwa świata
| Miejsce | Dzień     | Rok  | Miejscowość | Konkurencja | Czas biegu | Strata | Zwycięzca          |
| ------- | --------- | ---- | ----------- | ----------- | ---------- | ------ | ------------------ |
| DNF1    | 9 lutego  | 2005 | Bormio      | Gigant      | 2:50,41    | -      | Hermann Maier      |
| 22.     | 6 lutego  | 2007 | Åre         | Supergigant | 1:14,30    | +1,30  | Patrick Staudacher |
| 29.     | 14 lutego | 2007 | Åre         | Gigant      | 2:19,64    | +5,11  | Aksel Lund Svindal |
| 11.     | 4 lutego  | 2009 | Val d’Isère | Supergigant | 1:19,41    | +2,32  | Didier Cuche       |
| 15.     | 13 lutego | 2009 | Val d’Isère | Gigant      | 2:18,82    | +2,83  | Carlo Janka        |
| 1.      | 16 lutego | 2011 | Ga-Pa       | Drużynowo   | -          | -      | -                  |
| 9.      | 18 lutego | 2011 | Ga-Pa       | Gigant      | 2:10,56    | +0,94  | Ted Ligety         |
| 2.      | 6 lutego  | 2013 | Schladming  | Supergigant | 1:23,96    | +0,20  | Ted Ligety         |

### Mistrzostwa świata juniorów
| Miejsce | Dzień     | Rok  | Miejscowość | Konkurencja | Czas biegu | Strata | Zwycięzca            |
| ------- | --------- | ---- | ----------- | ----------- | ---------- | ------ | -------------------- |
| 17.     | 26 lutego | 2000 | Québec      | Gigant      | 1:52,09    | +1,60  | Georg Streitberger   |
| 3.      | 6 lutego  | 2001 | Verbier     | Supergigant | 1:28,17    | +1,41  | Christoph Kornberger |
| 6.      | 8 lutego  | 2001 | Verbier     | Gigant      | 2:08,79    | +0,53  | Hannes Reiter        |

### Puchar Świata

#### Miejsca w klasyfikacji generalnej
- sezon 2001/2002: 139.
- sezon 2002/2003: 108.
- sezon 2003/2004: 111.
- sezon 2004/2005: 86.
- sezon 2005/2006: 112.
- sezon 2006/2007: 120
- sezon 2007/2008: 111.
- sezon 2008/2009: 71.
- sezon 2009/2010: 86.
- sezon 2010/2011: 57.
- sezon 2011/2012: 80.
- sezon 2012/2013: 64.
- sezon 2013/2014: 148.

#### Miejsca na podium w zawodach Pucharu Świata chronologicznie
| Nr | Data            | Miejscowość | Konkurencja | Czas zawodów | Poz. | Strata | Zwycięzca   |
| -- | --------------- | ----------- | ----------- | ------------ | ---- | ------ | ----------- |
| 1. | 13 grudnia 2008 | Val d’Isère | Gigant      | 2:23,17      | 3.   | + 0,44 | Carlo Janka |